# 4581 Asclepius
4581 Asclepius (/[invalid input: 'icon']əˈskliːpiəs/ ə-SKLEE-pee-əs) là một tiểu hành tinh Apollo bay gần Trái Đất, được các nhà thiên văn học người Mỹ Henry E. Holt và Norman G. Thomas phát hiện năm 1989.